# Bauernhöfen
Bauernhöfen ist ein Gemeindeteil der kreisfreien Stadt Bayreuth im bayerischen Regierungsbezirk Oberfranken. Bauernhöfen liegt in der Gemarkung Aichig.

## Geografie
Der Weiler liegt am linken Ufer des Roten Mains. Ein Anliegerweg führt nach Aichig (0,4 km südwestlich).

## Geschichte
Von 1797 bis 1810 unterstand der Ort dem Justiz- und Kammeramt Bayreuth. Mit dem Gemeindeedikt wurde Bauernhöfen dem 1812 gebildeten Steuerdistrikt Sankt Johannis und der im gleichen Jahr gebildeten Ruralgemeinde Aichig zugewiesen. Am 1. Juli 1976 wurde Bauernhöfen im Zuge der Gebietsreform in Bayern nach Bayreuth eingemeindet.

### Einwohnerentwicklung
| Jahr      | 001822 | 001861 | 001871 | 001885 | 001900 | 001925 | 001950 | 001961 | 001970 | 001987 |
| Einwohner | *      | 27     | 23     | 26     | 22     | 20     | 25     | 18     | 16     | 14     |
| Häuser    | *      |        |        | 3      | 3      | 3      | 3      | 3      |        | 2      |
| Quelle    | [ 5 ]  | [ 7 ]  | [ 8 ]  | [ 9 ]  | [ 10 ] | [ 11 ] | [ 12 ] | [ 13 ] | [ 14 ] | [ 1 ]  |

## Religion
Bauernhöfen ist evangelisch-lutherisch geprägt und nach St. Johannis gepfarrt.